# بلک‌فوت (آیداهو)
بلک‌فوت (به انگلیسی: Blackfoot) شهری در شهرستان بینگم ایالت آیداهو است که جمعیت آن در سرشماری سال ۲۰۱۰ میلادی ۱۱٬۸۹۹ نفر بوده است.

## موقعیت جغرافیایی
موقعیت جغرافیایی شهرها و مناطق اطراف به شرح زیر است: